# 발르크 에크메크
발르크 에크메크(튀르키예어: balık ekmek)는 튀르키예의 길거리 음식이다. 한국 등에서는 고등어 케밥(--魚kebab)으로도 알려져 있지만, 케밥의 일종은 아니다. 튀르키예어 "발르크"는 생선을, "에크메크"는 "빵"을 뜻한다. 대서양고등어 등의 등푸른생선을 지지거나 튀긴 것을 양파, 양상추, 토마토, 피망 등의 채소와 함께 빵 사이에 끼워 먹는 음식이다. 레몬 즙을 뿌리고 매운 고추 소스를 곁들여 먹는 경우가 많다.

## 같이 보기
- 발르크 케밥